# 전국중등축구대회
전국중등축구대회은 대한민국의 중등학교 축구 대회로, 한국의 중등 축구 대회들을 통칭하는 이름이다.

## 같이 보기
- 전국 초중고 축구리그